# Arresti di massa dopo la Kristallnacht

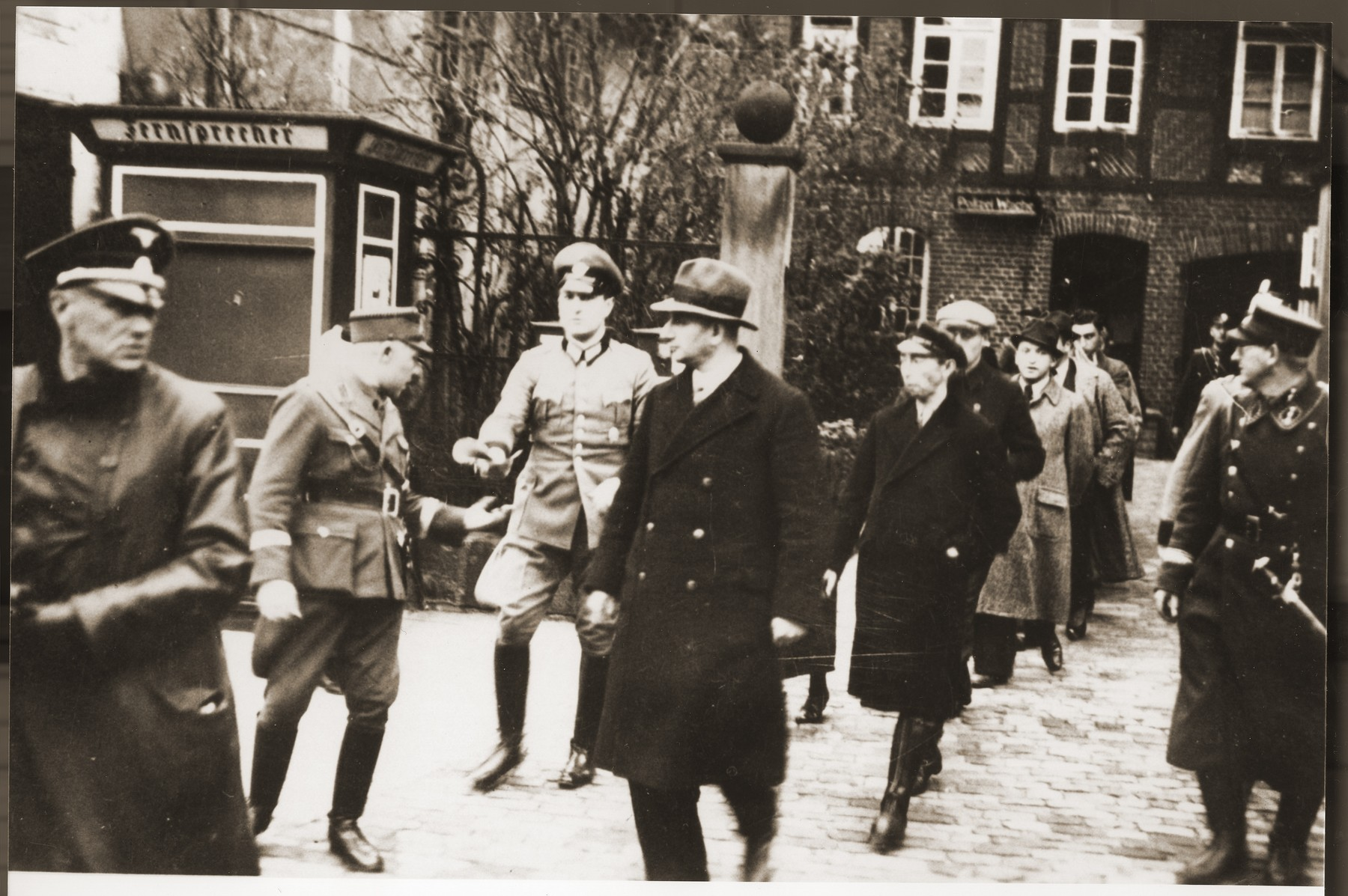
Ebrei radunati a Stadthagen il 10 novembre.

Gli arresti di massa dopo la Kristallnacht del 9 e 10 novembre 1938 portarono alla deportazione di circa 30 000 ebrei da Germania e Austria nei campi di concentramento di Buchenwald, Dachau e Sachsenhausen nei giorni successivi al pogrom. Questo evento ebbe un grande impatto sulle famiglie e sui parenti dei deportati accelerando il processo di emigrazione, solo in apparenza volontaria, e quindi facilitando l'arianizzazione dei beni degli ebrei.
La maggioranza dei detenuti fu rilasciata all'inizio del 1939. Circa 500 ebrei furono uccisi, si suicidarono o morirono a causa di maltrattamenti e del rifiuto di prestare loro cure mediche nei campi di concentramento. Secondo i testimoni, l'evento veniva comunemente definito Aktionsjuden, almeno nel campo di concentramento di Buchenwald; si presume che il nome derivi da Aktion Rath, come era anche chiamato il pogrom.

## Ordini
Joseph Goebbels scrisse nel suo diario che Adolf Hitler in persona aveva ordinato l'arresto di 25-30 000 ebrei. La sera del 9 novembre 1938 Heinrich Müller annunciò le previste "azioni contro gli ebrei" agli uffici della Stapo e venne organizzato l'arresto di 20-30 000 ebrei mirando soprattutto alle persone più ricche. Nelle prime ore del mattino del 10 novembre Reinhard Heydrich inoltrò un ordine di Heinrich Himmler a tutti i quartier generali della polizia e alle sezioni superiori del Sicherheitsdienst. In tutti i distretti dovevano essere arrestati in breve tempo tutti gli ebrei maschi in buona salute, "soprattutto se benestanti" e "non troppo anziani" che potevano essere detenuti; i maltrattamenti erano vietati.

## Arresti

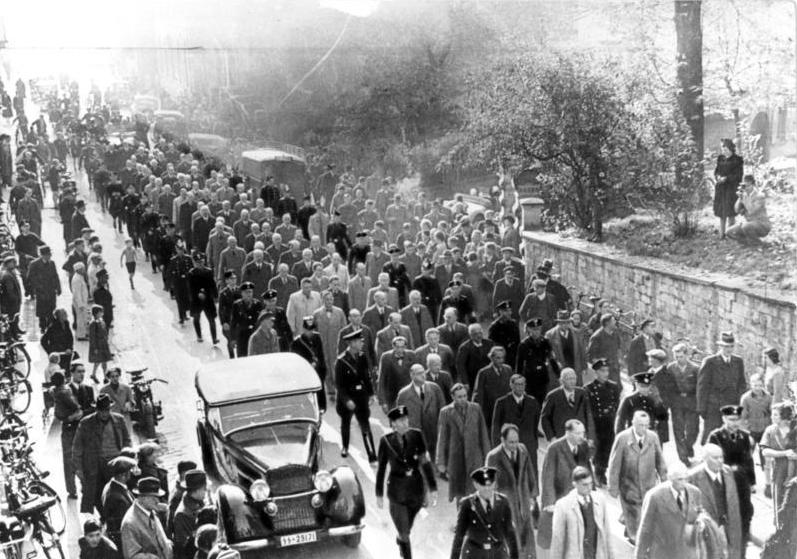
Arresto di massa di ebrei a Baden-Baden.

Gli arresti iniziarono immediatamente e durarono dal 10 al 16 novembre, quando furono interrotti per ordine di Heydrich. Oltre alla Gestapo e alla polizia locale, si attivarono anche le SA, le SS e lo NSKK. Le istruzioni precise di Heydrich non furono quasi prese in considerazione. L'11 novembre fu emesso un ordine esplicito di rilasciare immediatamente le donne e i bambini arrestati, il 16 novembre fu ordinato di liberare i malati e le persone di età superiore ai sessant'anni.
La maggior parte degli ebrei maschi fu arrestata nelle loro abitazioni, in alcuni casi anche sul posto di lavoro, negli alberghi, nelle scuole e nelle stazioni ferroviarie. Mentre gli agenti di polizia nelle grandi città seguirono gli ordini e non maltrattarono gli arrestati, altrove non erano rari gli insulti, i calci e le percosse. Alcuni degli arrestati furono costretti a cantare canzoni nazionalsocialiste e a fare esercizi fisici estenuanti, e venivano condotti per la città durante i rastrellamenti. Nella maggior parte dei casi gli ebrei presi in "custodia cautelare" venivano tenuti per i primi due o tre giorni nelle stazioni di polizia, nelle prigioni, nelle palestre o nelle scuole e da lì poi trasferiti nei campi di concentramento.
Lo storico Wolfgang Benz ha sottolineato che nelle carceri o nei punti di raccolta locali rimasero fino a 10 000 ebrei, perché i posti nei campi di concentramento non erano sufficienti.

## Trasferimento nei campi di concentramento

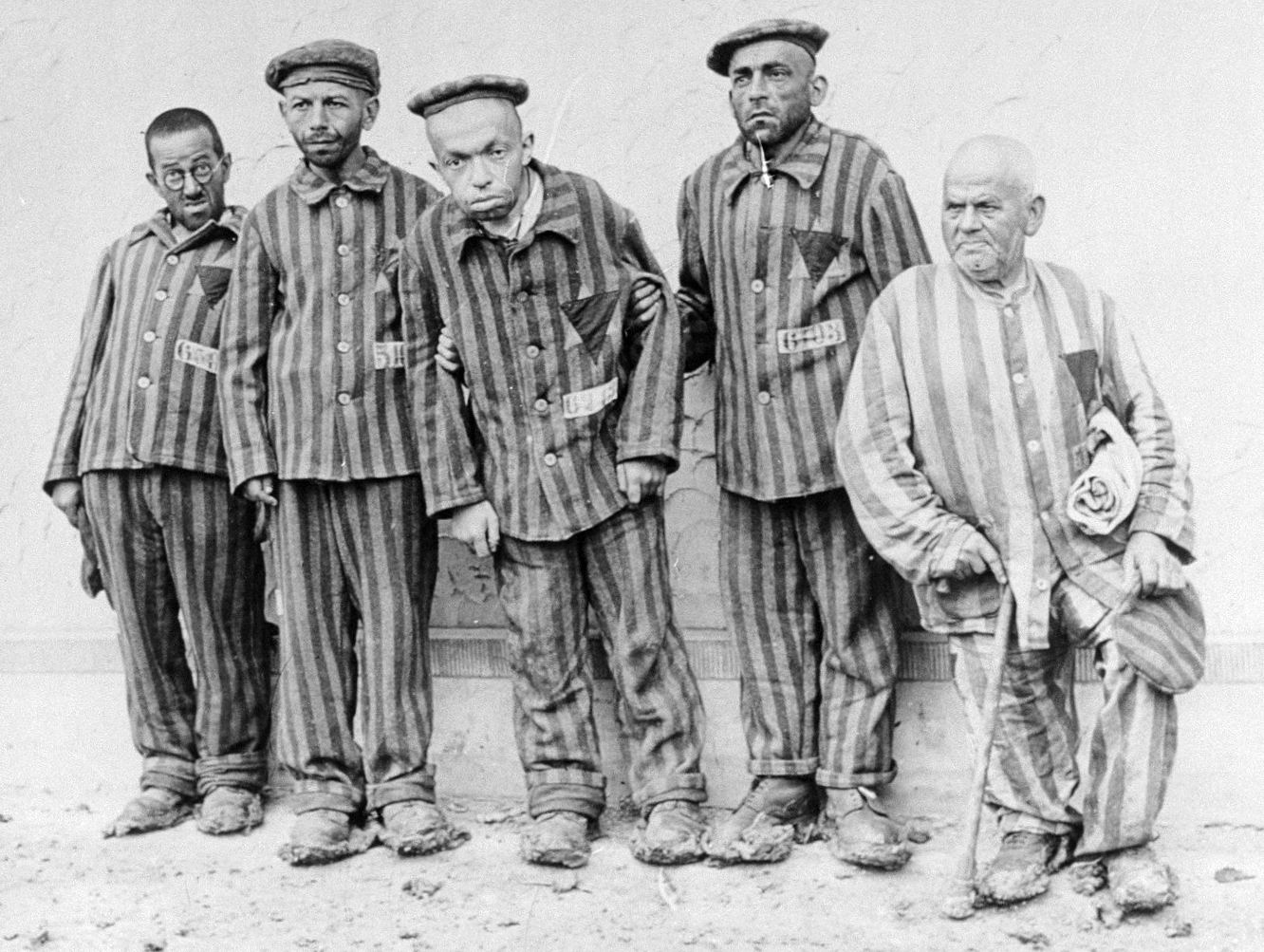
Foto di propaganda delle SS di ebrei disabili a Buchenwald, arrestati dopo la Kristallnacht.

La maggior parte dei prigionieri arrivò nei tre campi di concentramento (Dachau, Sachsenhausen e Buchenwald) nei due o tre giorni successivi alla notte del pogrom; i prigionieri trasportati da Vienna arrivarono il 22 novembre. Quelli provenienti da Berlino arrivarono su camion fino al cancello del campo di Sachsenhausen, mentre gli altri furono trasportati con autobus o in treno per poi proseguire a piedi.
A Dachau furono internati 10 911 ebrei, a Buchenwald 9 845 (o 10 000) e a Sachsenhausen si stimano intorno alle 6 000 persone: ciò significa che il numero totale di prigionieri nei campi di concentramento raddoppiò quasi istantaneamente. In molti casi i detenuti furono sottoposti alla brutalità delle guardie durante il trasporto. Secondo alcuni rapporti, "quasi tutti i prigionieri", quando arrivarono a Dachau e Buchenwald, mostravano tracce evidenti di ferite anche gravi che avevano subito durante o dopo l'arresto.

### Vita nel campo
La procedura di ingresso nel campo era umiliante: si rimaneva ore in piedi per l'appello, si veniva svestiti dei propri abiti, si passava al taglio dei capelli e quindi alla vestizione in divisa da prigioniero; l'effetto scioccante sulle vittime è ampiamente descritto dalle testimonianze. 
Gli alloggi a Buchenwald erano del tutto inadeguati: cinque baracche senza finestre erano occupate da 2 000 persone ciascuna e le strutture sanitarie erano inizialmente carenti. La routine quotidiana era strutturata in tre appelli, che spesso duravano ore e con la pioggia e il freddo diventavano una tortura. A volte i detenuti dovevano fare esercizio fisico e svolgere compiti inutili ma fisicamente impegnativi. A Dachau il numero di decessi registrati aumentò a dismisura.
La durata della prigionia era variabile. Dalla fine di novembre 1938, ogni giorno venivano rilasciati da 150 a 250 Aktionsjuden. Il 1º gennaio 1939 1 605 ebrei erano ancora imprigionati a Buchenwald e 958 a Sachsenhausen. I rapporti dimostrano che non era definito alcun sistema o criterio per i rilasci. Il 28 novembre 1938 fu ordinato il rilascio dei giovani di età inferiore ai sedici anni e dei Frontkämpferprivileg. A partire dal 12 dicembre dovevano uscire i detenuti di età superiore ai 50 anni e dal 21 dicembre dovevano essere mandati via gli insegnanti ebrei. Altri ottennero la libertà perché le loro pratiche per lasciare il Paese erano in fase avanzata o i loro visti erano quasi scaduti. Altri ancora furono rilasciati subito dopo l'ottenimento del visto. 
Agli ebrei proprietari di automobili era stata revocata la patente di guida dal 3 dicembre 1938 ed essi furono costretti a vendere le loro auto a prezzi stracciati. Chi si rifiutò di accettare tali richieste poteva comunque essere rilasciato a sorpresa.

## Ripercussioni

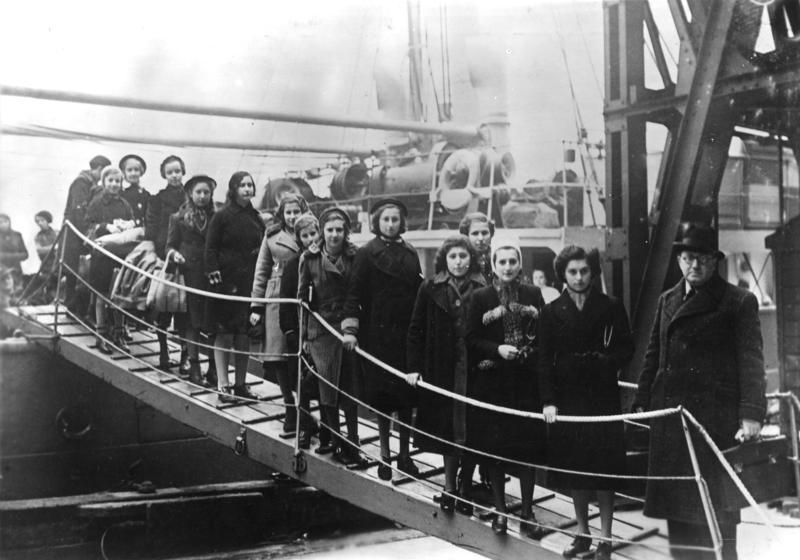
Arrivo di bambini ebrei rifugiati al porto di Londra nel febbraio 1939.

Nei campi di concentramento decedettero almeno 185 persone a Dachau, 233 a Buchenwald e tra 80 e 90 a Sachsenhausen. Come le principali cause di morte i rapporti citano l'affaticamento fisico, le malattie infettive, la polmonite, la mancanza dei farmaci e le scarse razioni quotidiane. Molti uomini soffrirono per le conseguenze delle condizioni di prigionia e si ammalarono dopo il rilascio. Nella Jüdisches Krankenhaus di Berlino dovettero essere effettuate circa 600 amputazioni d'emergenza, necessarie a causa delle ferite non curate e del congelamento.
I parenti notarono cambiamenti psicologici negli uomini tornati: perdita di linguaggio, disturbi del sonno, senso di paura e vergogna erano spesso la reazione alle aggressioni subite e all'arresto.
L'emigrazione, regolata a metà, si trasformò in una fuga di panico. Le famiglie furono costrette a separarsi per scappare o almeno per allontanare i figli dalla Germania. Almeno 18 000 furono i bambini trasportati con il Kindertransport in Gran Bretagna, Belgio, Svezia, Paesi Bassi o Svizzera.